# Gary Cooper
Gary Cooper, bijgenaamd Coop, geboren als Frank James Cooper (Helena (Montana), 7 mei 1901 – Beverly Hills (California), 13 mei 1961) was een Amerikaans filmacteur. Hij speelde in films vanaf de jaren twintig tot aan zijn dood. Gary Cooper stond bekend om zijn rustige, ingehouden acteerstijl en was veelvuldig in westerns te zien.
Hij is vijf keer genomineerd geweest voor een Oscar en won er twee, voor zijn rollen in Sergeant York (1941) en High Noon (1952). In april 1961, een maand voor zijn dood, kreeg hij een ere-Oscar voor zijn gehele oeuvre.

## Biografie
Gary Cooper werd geboren als de jongste zoon van Alice en Charles Henry Cooper. Hij groeide met zijn moeder en oudere broer Arthur op in Dunstable, Engeland. Op jonge leeftijd kreeg hij een auto-ongeluk, waarna hij revalideerde op de ranch van zijn vader.
Eerst probeerde hij een carrière op te bouwen in het tekenen van politieke spotprentjes, maar vrienden raadden hem aan om rolletjes aan te nemen als figurant in cowboyfilms. Zijn eerste (bij)rolletjes speelde hij in twee films van Marilyn Mills. Zijn agent, Nan Collins, regelde voor hem in 1926 een grote rol in de film The Winning of Barbara Worth. Ook actrice Clara Bow zorgde ervoor dat de aantrekkelijke acteur enkele malen haar tegenspeler kon worden, bijvoorbeeld in It uit 1927. De twee kregen een kortstondige relatie. Voor Paramount Pictures speelde hij de hoofdrollen in enkele stomme westerns. In 1929 speelde hij de hoofdrol in zijn eerste geluidsfilm, The Virginian.
Gedurende de jaren dertig wisselde hij romantische met avontuurlijke rollen af, waaronder enkele Hemingway-verfilmingen. In 1933 trouwde hij met Veronica Balfe, die in de jaren dertig als Sandra Shaw een kortstondige acteercarrière had. In 1936 kreeg hij de hoofdrol in Frank Capra's Mr. Deeds Goes to Town, waarvoor hij zijn eerste Oscarnominatie kreeg. In 1941 kreeg hij de hoofdrol in de biografische oorlogsfilm Sergeant York, op verzoek van oorlogsheld Alvin York, wiens leven model stond voor de film. Voor deze film won hij zijn eerste Oscar. Het jaar daarop speelde hij in een andere biografische film, de sportfilm Pride of the Yankees naar het leven van honkballer Lou Gehrig.
Tijdens de Tweede Wereldoorlog maakte hij tournees langs de soldaten door de Zuidelijke Grote Oceaan. In de jaren vijftig was hij voornamelijk te zien in westerns, waaronder de klassieker High Noon, waarvoor hij zijn tweede Oscar mocht ontvangen.
Gedurende de jaren vijftig en zestig werd Cooper echter geplaagd door ziekten. In april 1961 ontving Gary Cooper de ere-Oscar voor zijn gehele oeuvre en zijn bijdragen aan de film. Hij kon echter zelf niet bij de uitreiking aanwezig zijn en zijn goede vriend James Stewart nam de prijs namens hem in ontvangst. Een maand later stierf de acteur op zestigjarige leeftijd aan longkanker in Beverly Hills, Californië.

## Filmografie (selectie)
- The Lucky Horseshoe (1925)
- It (1927)
- Arizona Bound (1927)
- Wings (1927)
- Morocco (1930)
- Devil and the deep (1932)
- If I Had a Million (1932)
- A Farewell to Arms (1932)
- Today We Live (1933)
- Design for Living (1933)
- Now and Forever (1934)
- The Lives of a Bengal Lancer (1935)
- Desire (1936)
- Mr. Deeds Goes to Town (1936)
- The Plainsman (1936)
- The Adventures of Marco Polo (1938)
- Bluebeard's Eight Wife (1938)
- Beau Geste (1939)
- The Westerner (1940)
- North West Mounted Police (1940)
- Sergeant York (1941)
- Meet John Doe (1941)
- Ball of Fire (1941)
- The Pride of the Yankees (1942)
- For Whom the Bell Tolls (1943)
- The Story of Dr. Wassell (1944)
- Along Came Jones (1945)
- Cloak and Dagger (1946)
- Unconquered (1947)
- Good Sam (1948)
- The Fountainhead (1949)
- Distant Drums (1951)
- High Noon (1952)
- Garden of Evil (1954)
- Vera Cruz (1954)
- The Court-Martial of Billy Mitchell (1955)
- Friendly Persuasion (1956)
- Love in the Afternoon (1957)
- Man of the West (1958)
- The Hanging Tree (1959)
- They Came to Cordura (1959)
- The Wreck of the Mary Deare (1959)